# UAV factory
«UAVFACTORY» — ведущий латвийский производитель беспилотных летательных аппаратов экспортирующий свою продукцию более чем в 50 стран мира, в том числе США, Австралию и Канаду. Завод производит беспилотные летательные аппараты, которые запускаются с катапульты и спускаются с помощью парашюта. Спектр заказчиков от университетов, до коммерческих структур, правоохранительных органов и военных заказчиков. В числе тех, кто использует БПЛА «UAVFACTORY», латвийская армия. Среди заказчиков продукции есть и известное французское предприятие «Airbus SE», которое занимается оборонными и космическими технологиями.

## История
Идея производить БПЛА пришла к основателю компании Константину Попику, который в детстве мечтал строить самолеты, что со временем в результате его деятельности превратилось в быстрорастущую компанию. В студенческие годы, до основания компании, работа проходила в гараже, где также появилось название самолета «Пингвин» или Penguin. Первые заказчики из Австралии стали хорошим стимулом для развития компании.
Одновременно с основной деятельностью, компания развивает и предложение сопутствующих предложений как высокочувствительные камеры наблюдения, электроника и системы дистанционного управления самолётами.

## Мировые достижения

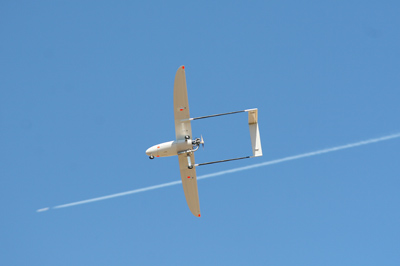
Беспилотный самолет
«Penguin B».

Беспилотный самолет «Penguin B» производства компании «UAV Factory» в Елгаве, достиг нового мирового рекорда налетав 54 часа 27 минут. Самолет был запущен с ракеты-носителя недалеко от Елгавы и, налетав более двух дней, приземлился в субботу, 7 июля 2012 года. В эти дни самолету приходилось испытывать температуру свыше 30 градусов и порывы ветра до 20 метров в секунду. 190/5000
Ранее самыми продолжительными зарегистрированными полетами в классе мини-беспилотных самолетов были самолет AAI «Aerosonde», который налетал 38 часов, и самолет «Insitu» «Scaneagle», который налетал 28 часов.

## Происшествия
2 мая 2020 года «UAVFactory» запустило беспилотник размером 5,5 метра на 3,5 метра и весом 26 килограммов в тестовом режиме с целью побития собственного мирового рекорда продолжительности полётов беспилотников этого класса. Однако вскоре специалисты потеряли связь с летательным аппаратом у которого был запас горючего на 90 часов полета. Латвия была вынуждена ограничить полёты гражданской авиации над территорией страны и временно закрыла аэропорт Риги.